# 84. ceremonia wręczenia Oscarów
84. ceremonia wręczenia Oscarów za rok 2011, odbyła się 26 lutego 2012 roku w Kodak Theatre w Hollywood. Ceremonię w USA transmitowała stacja ABC Network.
W dniu 5 sierpnia 2011 roku, ogłoszono iż producentami gali będą Brett Ratner oraz Don Mischer. 6 września Amerykańska Akademia Sztuki i Wiedzy Filmowej zatwierdziła kandydaturę Eddiego Murphy’ego na prowadzącego galę. Jednakże aktor zrezygnował z funkcji gospodarza po tym, jak Akademia przyjęła rezygnację producenta show, Bretta Ratnera. Ratner został skrytykowany przez środowisko za swoje kontrowersyjne wypowiedzi, Murphy z którym Ratner współpracował przy tegorocznej komedii Tower Heist: Zemsta cieciów, postanowił być lojalnym wobec Ratnera. W dniu 10 listopada 2011 roku, na prowadzącego galę wręczenia Oscarów wybrany został Billy Crystal, który poprowadził ceremonię wręczenia nagród po raz dziewiąty.

## Laureaci i nominowani
Laureaci nagród wyróżnieni są wytłuszczeniem

### Najlepszy film
- Michel Hazanavicius − Artysta
  - Steven Spielberg i Kathleen Kennedy − Czas wojny
  - Dede Gardner, Sarah Green, Grant Hill i Bill Pohlad − Drzewo życia
  - Graham King i Martin Scorsese − Hugo i jego wynalazek
  - Michael De Luca, Rachel Horowitz i Brad Pitt − Moneyball
  - Letty Aronson i Stephen Tenenbaum − O północy w Paryżu
  - Brunson Green, Chris Columbus i Michael Barnathan − Służące
  - Jim Burke, Jim Taylor i Alexander Payne − Spadkobiercy
  - Scott Rudin − Strasznie głośno, niesamowicie blisko

### Najlepszy film nieanglojęzyczny
- Iran • Asghar Farhadi − Rozstanie
  -  Belgia • Michaël R. Roskam − Głowa byka
  -  Izrael • Josef Cedar − Przypis
  -  Kanada • Philippe Falardeau − Pan Lazhar
  -  Polska • Agnieszka Holland − W ciemności

### Najlepszy reżyser
- Michel Hazanavicius − Artysta
  - Woody Allen − O północy w Paryżu
  - Terrence Malick − Drzewo życia
  - Alexander Payne − Spadkobiercy
  - Martin Scorsese − Hugo i jego wynalazek

### Najlepszy scenariusz oryginalny
- Woody Allen − O północy w Paryżu
  - Michel Hazanavicius − Artysta
  - Kristen Wiig i Annie Mumolo − Druhny
  - J.C. Chandor − Chciwość
  - Asghar Farhadi − Rozstanie

### Najlepszy scenariusz adaptowany
- Alexander Payne, Nat Faxon i Jim Rash − Spadkobiercy
  - John Logan − Hugo i jego wynalazek
  - George Clooney, Grant Heslov i Beau Willimon − Idy marcowe
  - Steven Zaillian i Aaron Sorkin (scenariusz), Stan Chervin (historia) − Moneyball
  - Bridget O’Connor i Peter Straughan − Szpieg

### Najlepszy aktor pierwszoplanowy
- Jean Dujardin − Artysta
  - Demián Bichir − Lepsze życie
  - George Clooney − Spadkobiercy
  - Gary Oldman − Szpieg
  - Brad Pitt − Moneyball

### Najlepsza aktorka pierwszoplanowa
- Meryl Streep − Żelazna Dama
  - Glenn Close − Albert Nobbs
  - Viola Davis − Służące
  - Rooney Mara − Dziewczyna z tatuażem
  - Michelle Williams − Mój tydzień z Marilyn

### Najlepszy aktor drugoplanowy
- Christopher Plummer − Debiutanci
  - Kenneth Branagh − Mój tydzień z Marilyn
  - Jonah Hill − Moneyball
  - Nick Nolte − Wojownik
  - Max von Sydow − Strasznie głośno, niesamowicie blisko

### Najlepsza aktorka drugoplanowa
- Octavia Spencer − Służące
  - Bérénice Bejo − Artysta
  - Jessica Chastain − Służące
  - Melissa McCarthy − Druhny
  - Janet McTeer − Albert Nobbs

### Najlepsza muzyka
- Ludovic Bource − Artysta
  - Alberto Iglesias − Szpieg
  - Howard Shore − Hugo i jego wynalazek
  - John Williams − Czas wojny
  - John Williams − Przygody Tintina

### Najlepsza piosenka
- Man or Muppet z filmu Muppety − muzyka i słowa: Bret McKenzie
  - Real in Rio z filmu Rio − muzyka: Sérgio Mendes i Carlinhos Brown; słowa: Siedah Garrett

### Najlepsze zdjęcia
- Robert Richardson − Hugo i jego wynalazek
  - Jeff Cronenweth − Dziewczyna z tatuażem
  - Janusz Kamiński − Czas wojny
  - Emmanuel Lubezki − Drzewo życia
  - Guillaume Schiffman − Artysta

### Najlepsza scenografia i dekoracja wnętrz
- Dante Ferretti (scenografia) i Francesca Lo Schiavo (dekoracja wnętrz) − Hugo i jego wynalazek
  - Laurence Bennett (scenografia) i Robert Gould (dekoracja wnętrz) − Artysta
  - Stuart Craig (scenografia) i Stephenie McMillan (dekoracja wnętrz) − Harry Potter i Insygnia Śmierci. Część II
  - Anne Seibel (scenografia) i Hélène Dubreuil (dekoracja wnętrz) − O północy w Paryżu
  - Rick Carter (scenografia) i Lee Sandales (dekoracja wnętrz) − Czas wojny

### Najlepsze kostiumy
- Mark Bridges − Artysta
  - Lisy Christl − Anonimus
  - Michael O’Connor − Jane Eyre
  - Arianne Phillips − W.E.
  - Sandy Powell − Hugo i jego wynalazek

### Najlepsza charakteryzacja
- Mark Coulier i J. Roy Helland − Żelazna Dama
  - Martial Corneville, Lynn Johnston i Matthew W. Mungle − Albert Nobbs
  - Nick Dudman, Amanda Knight i Lisa Tomblin − Harry Potter i Insygnia Śmierci. Część II

### Najlepszy montaż
- Angus Wall i Kirk Baxter − Dziewczyna z tatuażem
  - Anne-Sophie Bion i Michel Hazanavicius − Artysta
  - Kevin Tent − Spadkobiercy
  - Thelma Schoonmaker − Hugo i jego wynalazek
  - Christopher Tellefsen − Moneyball

### Najlepszy montaż dźwięku
- Tom Fleischman i John Midgley − Hugo i jego wynalazek
  - David Parker, Michael Semanick, Ren Klyce i Bo Persson − Dziewczyna z tatuażem
  - Deb Adair, Ron Bochar, Dave Giammarco i Ed Novick − Moneyball
  - Greg P. Russell, Gary Summers, Jeffrey J. Haboush i Peter J. Devlin − Transformers 3
  - Gary Rydstrom, Andy Nelson, Tom Johnson i Stuart Wilson − Czas wojny

### Najlepszy dźwięk
- Philip Stockton i Eugene Gearty − Hugo i jego wynalazek
  - Lon Bender i Victor Ray Ennis − Drive
  - Ren Klyce − Dziewczyna z tatuażem
  - Ethan Van der Ryn i Erik Aadahl − Transformers 3
  - Richard Hymns i Gary Rydstrom − Czas wojny

### Najlepsze efekty specjalne
- Rob Legato, Joss Williams, Ben Grossmann i Alex Henning − Hugo i jego wynalazek
  - Tim Burke, David Vickery, Greg Butler i John Richardson − Harry Potter i Insygnia Śmierci. Część II
  - Erik Nash, John Rosengrant, Dan Taylor i Swen Gillberg − Giganci ze stali
  - Joe Letteri, Dan Lemmon, R. Christopher White i Daniel Barrett − Geneza planety małp
  - Scott Farrar, Scott Benza, Matthew Butler i John Frazier − Transformers 3

### Najlepszy długometrażowy film animowany
- Gore Verbinski − Rango
  - Alain Gagnol i Jean-Loup Felicioli − Kot w Paryżu
  - Fernando Trueba i Javier Mariscal − Chico i Rita
  - Jennifer Yuh Nelson − Kung Fu Panda 2
  - Chris Miller − Kot w butach

### Najlepszy krótkometrażowy film animowany
- William Joyce i Brandon Oldenburg − The Fantastic Flying Books of Mr. Morris Lessmore
  - Patrick Doyon − Dimanche/Sunday
  - Enrico Casarosa − La Luna
  - Grant Orchard i Sue Goffe − A Morning Stroll
  - Amanda Forbis i Wendy Tilby − Wild Life

## Terminarz
- 1 grudnia 2011 – termin zgłaszania filmów
- 27 grudnia 2011 – przesłanie kart do głosowania ze zgłoszonymi filmami
- 13 stycznia 2012 – zamknięcie listy nominacji (o godzinie 17:00 PT)
- 24 stycznia 2012 – ogłoszenie nominacji o godzinie 5:30 PT (14.30 w Polsce) w Samuel Goldwyn Theater
- 1 lutego 2012 – przesłanie kart do głosowania z nominacjami
- 6 lutego 2012 – Lunch nominowanych
- 11 lutego 2012 – wręczenie nagród za osiągnięcia techniczne i naukowe
- 21 lutego 2012 – zakończenie głosowania (o godzinie 17:00 PT)
- 26 lutego 2012 – 84. ceremonia wręczenia Oscarów[14]

## Nagrody specjalne
2 sierpnia 2011 Amerykańska Akademia Sztuki i Wiedzy Filmowej ogłosiła, że po raz trzeci Oscary honorowe zostaną wręczone na oddzielnej ceremonii zwanej Governor’s Awards, która odbyła się 12 listopada 2011 roku w Hollywood and Highland Center. Honorowe statuetki Oscara otrzymali James Earl Jones i Dick Smith (Oscary honorowe i specjalne) oraz Oprah Winfrey (Nagroda za działalność humanitarną im. Jeana Hersholta).
Oscary honorowe i specjalne
- James Earl Jones
- Dick Smith

Nagroda za działalność humanitarną im. Jeana Hersholta
- Oprah Winfrey